# Eric Lawson
Eric Lawson (1941 - 10 de janeiro de 2014) foi um ator estadunidense, mais conhecido por seu trabalho na publicidade de cigarros, mais especificamente como um dos Homens de Marlboro, papel que exerceu no ano de 1978.
Teve breves aparições em programas de televisão, como nas séries “As Panteras” (1976-1981), “Dinastia” (1981-1989) e “Baywatch” (1989-2001), antes de se lesionar num set de um filme de faroeste, o que acabou encerrando sua carreira artística.
Morreu no dia 10 de janeiro de 2014, aos 72 anos vitimado por uma doença pulmonar obstrutiva crônica.